# Rhein-Halbmarathon
Der Rhein-Halbmarathon war ein Halbmarathon, der von 2006 bis 2012 in Köln auf der rechtsrheinischen Seite stattfand, zunächst unter dem Namen GAG-Erlebnis-Halbmarathon.
2010 übernahm der TuS Köln rrh. 1874 die Veranstaltung vom bisherigen Ausrichter MTV Köln 1850 und richtete anlässlich der VIII. Gay Games zusätzlich einen Marathon aus, bei dem zwei Runden gelaufen wurden. 166 Männer und 28 Frauen erreichten das Ziel. In der offenen Wertung siegten Frank Löschner in 2:42:09 h und die Österreicherin Judith Priglinger in 3:32:40 h. In der Gay-Games-Wertung gewannen Abdellah Saadani (2. Gesamtplatz, 2:50:10 h) und Ulrike Hellmich (2. Gesamtplatz, 3:37:04 h) im Marathon sowie der US-Amerikaner Rich Velazquez (3. Gesamtplatz, 1:15:56 h) und die Britin Suran Dickson (2. Gesamtplatz, 1:26:34 h) im Halbmarathon.
2011 übernahm wieder der MTV Köln 1850 die Ausrichtung, nun ohne 5-km-Lauf. 2012 wurde die Veranstaltung um einen 10-km-Lauf ergänzt. Nachdem der Namenssponsor GAG-Immobilien sich aus der Veranstaltung zurückgezogen hatte, wurde der Lauf, für 2013 und 2014 vom Veranstalter MTV Köln abgesagt.

## Strecke
Bis 2010 wurde eine große Runde mit Start und Ziel auf dem Wiener Platz in Mülheim gelaufen, die über Buchforst, Buchheim und Holweide in die Heidelandschaft um Gut Mielenforst im Süden von Dellbrück führte und über Brück, Merheim und  Höhenberg zum Ausgangspunkt zurückkehrte.
2011 wurde der Start auf die Mülheimer Brücke verlegt und ein Zwei-Runden-Kurs eingeführt, der zunächst auf dem rechten Ufer des Rheins flussabwärts verläuft. Nach einer Runde durch den Schlosspark Stammheim geht es dann über die Düsseldorfer Straße nach Mülheim zurück zum Ziel auf dem Wiener Platz.

## Statistik

### Streckenrekorde
- Männer: 1:11:41 h, Philipp Nawrocki, 2006
- Frauen: 1:19:17 h, Silke Optekamp, 2009

### Siegerliste
| Jahr          | Männer               | Zeit    | Frauen                   | Zeit    |
| ------------- | -------------------- | ------- | ------------------------ | ------- |
| 24. Juni 2012 | Torsten Trems        | 1:17:43 | Maike Schön              | 1:19:53 |
| 26. Juni 2011 | Manuel Skopnik       | 1:17:50 | Stefanie Rötger          | 1:19:30 |
| 7. Aug. 2010  | Andreas Müller       | 1:13:56 | Marlen Günther           | 1:25:40 |
| 9. Aug. 2009  | Marc Fricke          | 1:15:24 | Silke Optekamp           | 1:19:17 |
| 10. Aug. 2008 | Philipp Nawrocki -3- | 1:11:47 | Martine Schroeder (LUX)  | 1:26:49 |
| 12. Aug. 2007 | Philipp Nawrocki -2- | 1:13:18 | Pascale Schmoetten (LUX) | 1:25:27 |
| 13. Aug. 2006 | Philipp Nawrocki     | 1:11:41 | Jeannine Hagedorn        | 1:23:05 |

### Entwicklung der Finisherzahlen
| Jahr | Halbmarathon | davon Frauen | 5 bzw. 10 km | davon Frauen |
| ---- | ------------ | ------------ | ------------ | ------------ |
| 2012 | 542          | 146          | 153          | 53           |
| 2011 | 478          | 112          | ---          | ---          |
| 2010 | 1157         | 318          | 32           | 10           |
| 2009 | 1463         | 358          | 75           | 41           |
| 2008 | 1456         | 335          | 95           | 43           |
| 2007 | 1081         | 266          | 48           | 23           |
| 2006 | 909          | 205          | 55           | 21           |